# مختار وان
مختار وان (بالفرنسية: Moctar Ouane)‏ (11 أكتوبر 1955 -) دبلوماسي وسياسي مالي يشغل منصب رئيس وزراء مالي بالإنابة منذ 27 سبتمبر 2020، بعد تنحية حكومة الرئيس إبراهيم أبو بكر كيتا، كما عمل سابقًا في حكومة مالي كوزير للخارجية من مايو 2004 إلى أبريل 2011.
اعتُقل في 24 مايو 2021 مع رئيس مالي باه نداو من قبل ضباط في الجيش واقتيدا إلى قاعدة كاتي العسكرية قرب العاصمة باماكو.

## حياته الدبلوماسية
كان وان مستشارًا تقنيًا للأمين العام للحكومة من عام 1982 إلى عام 1986، ورئيسًا لقسم الاتفاقيات والاتفاقيات الدولية في وزارة الخارجية في عام 1986، ومستشارًا دبلوماسيًا لرئيس الوزراء من عام 1986 إلى عام 1988، والمستشار الدبلوماسي للرئيس موسى تراوري من 1990 إلى 1991 ولرئيس الدولة الانتقالي أحمد توماني توري من 1991 إلى 1992، ثم المستشار الدبلوماسي لرئيس الوزراء في 1992 - عمل مستشارًا سياسيًا لوزير الخارجية من 1994 إلى 1995 قبل أن يصبح ممثل مالي الدائم لدى الأمم المتحدة في 27 سبتمبر 1995، وشغل هذا المنصب حتى 27 سبتمبر 2002. خلال هذا الوقت، شغل منصب رئيس مجلس الأمن التابع للأمم المتحدة في سبتمبر 2000 وديسمبر 2001. كان سفيرا للتعاون الدولي من 2003 إلى 2004 قبل أن يعين وزيرا للخارجية في 2 مايو 2004. بعد ترك منصبه كوزير للخارجية في عام 2011، أصبح وان مستشارًا دبلوماسيًا للاتحاد الاقتصادي والنقدي لغرب إفريقيا في يناير 2014، وأصبح مستشار السلام والأمن للمؤسسة عام 2016. في 27 سبتمبر 2020، عُيّن رئيسًا مؤقتًا للوزراء من قبل الرئيس المؤقت باه نداو.